# Lauren Jauregui

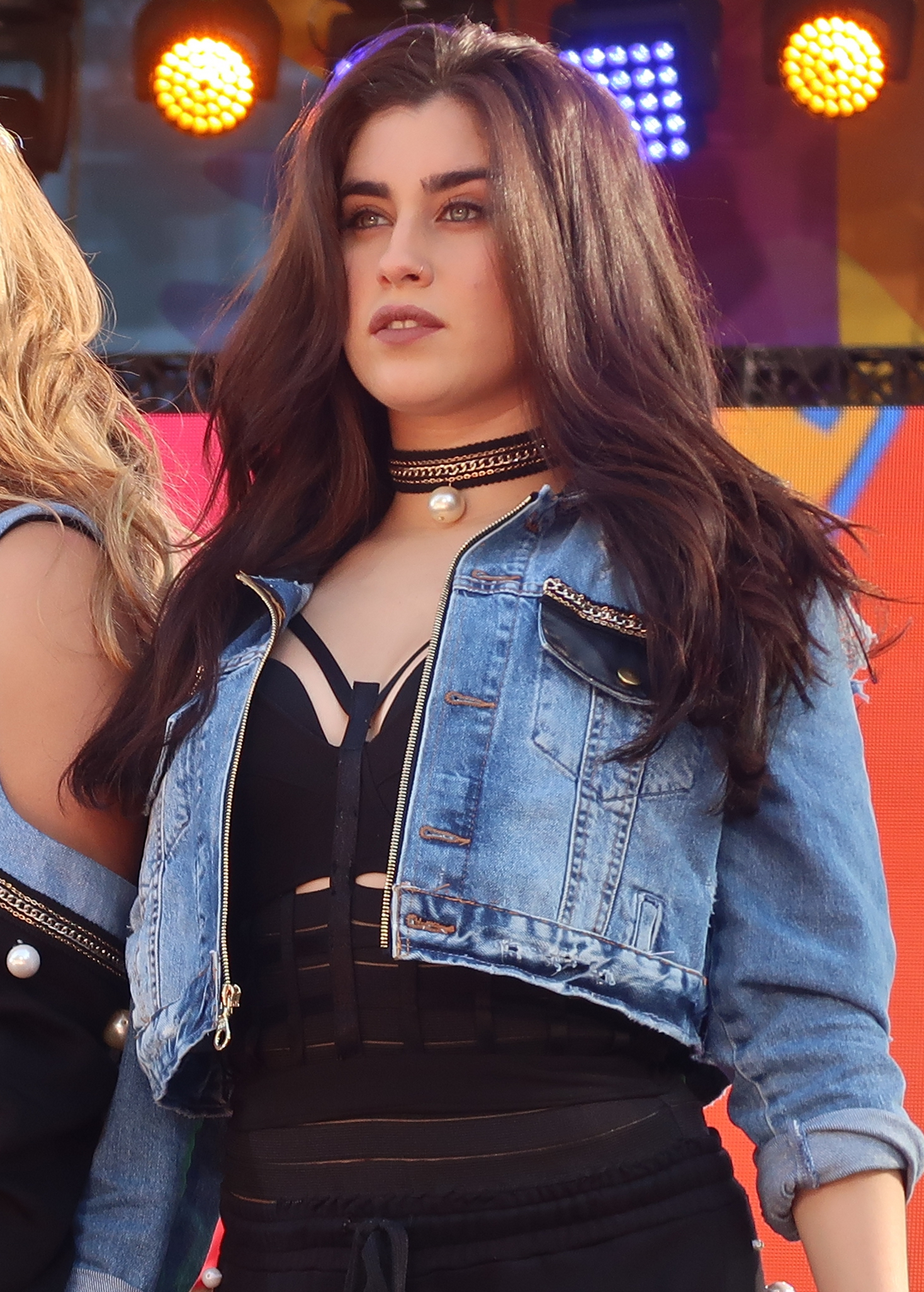
Lauren Jauregui 2017

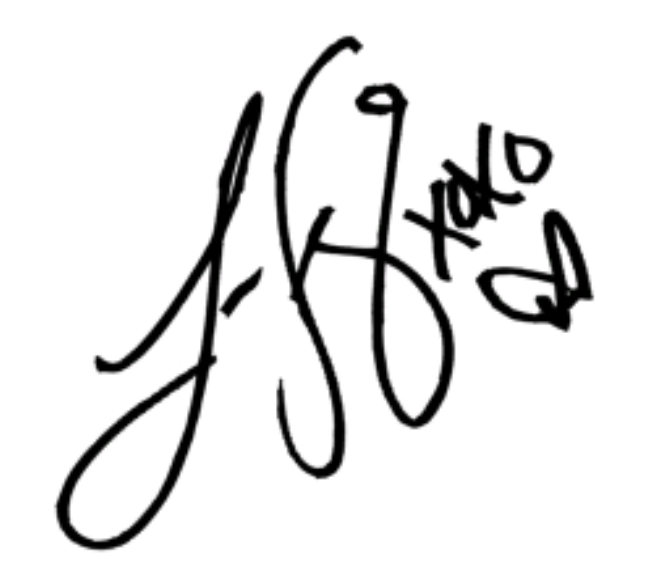
Lauren Jaureguis Unterschrift

Lauren Michelle Jauregui Morgado (* 27. Juni 1996 in Miami, Florida) ist eine US-amerikanische Sängerin. Sie ist ehemaliges Mitglied der Musikgruppe Fifth Harmony und ist seit 2018 als Solo-Künstlerin tätig.

## Leben
Jauregui wurde als Tochter von Michael Jauregui und Clara Morgado in Miami geboren. Sie ist kubanischer Abstammung und hat zwei jüngere Geschwister.
Bereits während ihrer Schulzeit betätigte sich Jauregui künstlerisch und definierte sich dabei durch Singen, Tanzen, Choreographieren, Pianospielen, das Schreiben von Songs und Zeichnen. Seit ihrer Zeit bei Fifth Harmony verwendet Jauregui ihre Plattform, um auf politische Themen wie Menschenrechte, Immigration, Bildung und andere soziale Probleme aufmerksam zu machen. Im Jahr 2017 verfasste sie einen offenen Brief an den US-Präsidenten Donald Trump, in dem sie den Muslim Ban kritisierte und diesen als „respektlos gegenüber der Menschlichkeit“ bezeichnete. Bereits im November 2016 veröffentlichte das Musikmagazin Billboard einen öffentlichen Brief Jaureguis an die Trump-Wähler, in dem sie sich u. a. zu ihrer Bisexualität bekannte.
Von 2017 bis 2019 war Jauregui mit dem US-Rapper Ty Dolla Sign in einer Beziehung.

## Karriere

### The X Factor und Fifth Harmony
Jauregui nahm mit dem Song If I Ain’t Got You von Alicia Keys bei den Auditions von The X Factor teil. Nach der zweiten Bootcamp-Runde schied sie als Solo-Sängerin aus. Daraufhin wurde sie mit Normani Kordei Hamilton, Ally Brooke Hernandez, Dinah Jane Hansen und Camila Cabello in der Girlgroup Fifth Harmony zusammengebracht, die das Finale erreichte und dort den dritten Platz belegte.
Im Januar 2013 unterschrieben Fifth Harmony einen Plattenvertrag bei Syco Music und Epic Records. Im gleichen Jahr folgte die erste EP, Better Together, die es in den Top 5 der Billboard Charts schaffte.
Das Debütalbum Reflection erschien im Januar 2015. Mit dem Titel Worth It erzielte die Gruppe ihre erste Top-20-Single, die ihr zu ihrem Internationalen Durchbruch verhalf.
Das zweite Album, 7/27, erschien im Mai 2016. Mit dem Titel Work From Home landeten Fifth Harmony ihre erste Top-10-Single in den Billboard Charts und zugleich die erste Single einer Girlgroup in acht Jahren, die es bis in die Top 10 der Charts schaffte.
Am 25. August 2017 erschien schließlich das dritte Album, Fifth Harmony. Dies war das erste Album der Gruppe, nachdem Camila Cabello im Dezember 2016 die Band verlassen hatte. Das Album platzierte sich in den Top 5 der Billboard Charts.
Im März 2018 gaben die verbliebenen Mitglieder von Fifth Harmony eine Pause auf unbestimmte Zeit bekannt, um sich auf ihre Solo-Karrieren zu konzentrieren.

### Solokarriere
Bereits vor der Bandpause war Jauregui auch als Solosängerin tätig. Im Dezember 2016 veröffentlichte sie gemeinsam mit Marian Hill das Lied Back To Me. Ende 2016 wurde sie von den Machern der Website AfterEllen in deren Top-100-Liste zur „Sexiest Woman“ des Jahres gekürt. Im Mai 2017 wurde sie als „Celebrity of the Year“ bei den British LGBT Awards ausgezeichnet.
Jauregui war auch in Halseys Song Strangers zu hören. Dieser schaffte es in die Billboard Hot 100 und war somit ihre erste Chartplatzierung als Solo-Künstlerin. Im Oktober 2017 erschien In Your Phone mit Ty Dolla Sign. Der Song All Night, den Jauregui zusammen mit dem US-amerikanischen Electro-House-DJ und Musikproduzenten Steve Aoki aufnahm, erschien am 17. November 2017 und erreichte die Top 10 der Billboard Dance/Electronic Song Charts.
Im Mai 2018 gab Jauregui bekannt, dass sie an ihrem Debütalbum arbeite. Von Juni bis August 2018 war sie der Opening Act für Halseys „Hopeless Fountain Kingdom Tour“. Ihre Debüt-Solo-Single Expectations veröffentlichte sie am 24. Oktober 2018 unter Columbia Records.
Ihre zweite Solo-Single More Than That erschien im Januar 2019. Am 4. Dezember 2019 war sie zusammen mit Drew Love auf Clear Eyes’ Debüt-Solo-Song Let Me Know zu hören. Für den Soundtrack des Films Birds of Prey: The Emancipation of Harley Quinn, der am 7. Februar 2020 erschien, nahm sie den Song Invisible Chains auf. Im selben Monat veröffentlichte sie zusammen mit dem aus Puerto Rico stammenden Produzenten Tainy den Song Nada featuring C. Tangana auf. Jaureguis nächster Song Lento erschien am 20. März 2020. Am 17. April 2020 veröffentlichte sie den Titel 50ft. Ihr Debüt-EP PRELUDE erschien am 5. November 2021.

## Diskografie

### EPs
- 2021: PRELUDE (Erstveröffentlichung: 5. November 2021)

Singles
- 2018: Expectations
- 2019: More Than That
- 2020: Invisible Chains
- 2020: Lento (mit Tainy)
- 2020: 50ft
- 2021: Temporary
- 2021: Colors
- 2021: Scattered (ft. Vic Mensa)
- 2021: On Guard (ft. 6lack)

Gastbeiträge
- 2016 Back To Me (mit Marian Hill)
- 2016 Strangers (mit Halsey)
- 2017 In Your Phone (mit Ty Dolla Sign)
- 2017: All Night (mit Steve Aoki)
- 2019: Let Me Know (mit Clear Eyes‘ und Drew Love)
- 2020: Nada (mit Tainy und C.Tangana)
- 2021: While I‘m Alive (mit Femme It Forward)

## Filmografie
| Jahr      | Name                           | Rolle      | Anmerkungen                                   |
| --------- | ------------------------------ | ---------- | --------------------------------------------- |
| 2012–2013 | The X Factor                   | Sie selbst | 22 Episodes (2012) Gast: eine Episode (2013)  |
| 2014      | Faking It                      | Sie selbst | Episode: Himmelhoch jauchzend, zu Tode betrüb |
| 2015      | Barbie: Life in the Dreamhouse | Sie selbst | Episode: Der Schwesterntag                    |
| 2016      | The Ride                       | Sie selbst | Episode: Fifth Harmony: The Ride              |
| 2018      | Lip Sync Battle                | Sie selbst | Episode: Fifth Harmony                        |

## Auszeichnungen
- British LGBT Awards
  - 2017: Celebrity of the Year
- iHeartRadio Music Awards
  - 2019: Cutest Musician‘s Pet
- Teen Choice Awards
  - 2018: Choice Song: Electronic/Dance
  - 2018: Choice Female Hottie
  - 2019: Choice Song: Female Artist